# 阮福宝蔍
阮福宝蔍（越南语：／，發音：[ŋwiən˦ˀ˥ fʊwk͡p̚˧˦ ʔɓiw˧˩ ləwk͡p̚˧˨ʔ]；1914年8月22日—1990年2月27日），中文又譯作“阮福寶祿”、“寶洛”，是越南阮朝末代皇帝保大帝的远房叔父，明命帝第11子绥理王阮福綿寊的曾孫，著名诗人阮福膺苹的侄子，詩人阮福膺蓀之子，醫學家范玉石的表兄弟。

## 生平
1914年（維新八年）8月22日，阮福寶蔍出生於順化。保大十六年（1941年），阮福寶蔍從法國蒙彼利埃大學畢業。1948年，他作為保大帝的參謀，被任命為越南國駐聯合國的特別代表。1951年，代表越南國政府重申越南擁有黃沙群島的主權。1952年，出任越南國駐法國首任高級專員。1953年，被保大帝任命為內務部長。1953年12月17日，總理阮文心辭職後，阮福寶蔍被授權組閣。1954年1月12日，公佈內閣名單，開始行使總理職權。6月16日，他因吳廷琰逼迫而宣佈辭職，随即再度出任駐法國高級專員。并于不久后移居法国。
1990年2月27日，阮福宝蔍在法國巴黎去世，享年75歲。

## 家庭

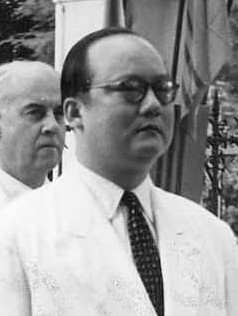
阮福寶蔍

1958年4月23日，阮福寶蔍與法國人帕克托（Pacteau）在法國結婚。第二年10月18日，生下一子，名為讓-弗朗索瓦·阮福寶蔍（Jean-François Nguyễn Phúc Bửu Lộc）。